# 2030年6月1日の日食
2030年6月1日の日食（2030ねん6がつついたちのにっしょく）は、観測する地域によって金環日食または部分日食として観測される。本記事での時刻は、特記のない限り協定世界時 (UTC) にて記す。見られる場所についてはを参考とした。

## 日食
部分日食はアジア（南アジア・東南アジアの一部を除く）、ヨーロッパ、北アフリカ、中部アフリカの広い範囲で見られる。部分日食が3時34分28秒に始まった後、4時47分00秒にアルジェリア東部で金環日食が始まる。中心食帯はチュニジア、リビアを通ったのち地中海を横断、ギリシャ・エーゲ海・トルコ西部・黒海を通過しロシアの北コーカサス地方に上陸する。その後はロシア南部を横断して沿海州から日本海に抜け、日本の北海道に達する。この間、6時27分48秒にロシア・ノヴォシビルスク州北部Chuvashi近傍の北緯56度30.9分 東経80度6.7分 / 北緯56.5150度 東経80.1117度で最大食を迎え、食分は0.9442、中心食帯の幅は約250km、金環日食の継続時間は5分20秒に達する。日本で金環日食が見られるのは2012年5月20日の日食（日本時間では21日）以来18年ぶりで、この日食は2012年の日食の丁度1サロス周期後に相当する。その後は太平洋に抜け、日本の遥か東の海上で8時8分33秒に金環日食は終了し、9時21分5秒に部分日食も終了する。

### 金環日食が見られる国・主な都市
- アルジェリア
  - エル・メニア
- チュニジア
  - メドニン
  - タタウイヌ
- リビア
  - トリポリ
  - ズワーラ
  - ガリヤン
- マルタ
  - バレッタ
- ギリシャ
  - アテネ
  - パトラ
  - スパルティ
- トルコ
  - エディルネ
  - イスタンブール
  - ブルサ
- ブルガリア
  - プリモルスコ
- ウクライナ
  - セバストポリ
  - マリウポリ
- ロシア
  - クラスノダール
  - ロストフ
  - ボルゴグラード
  - チェリャビンスク
  - オムスク
  - トムスク
  - クラスノヤルスク
  - ブラーツク
  - ネルチンスク
  - ブラゴベシチェンスク
  - ダリネゴルスク
- カザフスタン
  - オラル
  - コスタナイ
  - ペトロパブル
- 中国
  - 鶴崗市
- 日本
  - 札幌市
  - 旭川市
  - 釧路市